# Draft 1955 de la NBA
1954 1956
La draft 1955 de la NBA est la 9e draft annuelle de la National Basketball Association (NBA), se déroulant en amont de la saison 1955-1956. Elle s'est tenue le 13 avril 1955 à New York. Elle est composée de 15 tours et 96 joueurs ont été sélectionnés,.
Lors de cette draft, 8 équipes de la NBA choisissent à tour de rôle des joueurs évoluant au basket-ball universitaire américain. Les deux premiers choix de la draft se décident entre les deux équipes arrivées dernières de leur division lors de la saison 1954-1955. Les équipes NBA avaient la possibilité, avant la draft, de sélectionner un joueur qui venait d'un lycée à moins de 80 kilomètres de la ville et abandonnèrent alors leur premier choix, il s'agit du territorial pick.
Dick Ricketts est le joueur sélectionné en première position par les Hawks de Milwaukee.
Elle a produit quatre « Hall-of-Famer » : Maurice Stokes, Tom Gola, Jack Twyman et K. C. Jones, ainsi que deux All-Stars : Dick Garmaker et Ken Sears. À noter que Jones, sélectionné par les Lakers de Minneapolis en fin de draft, sera sélectionné lors de la draft 1956 par les Boston Celtics, avec qui il jouera ensuite toute sa carrière.
Maurice Stokes, second choix de cette draft, remporte le titre de NBA Rookie of the Year à l'issue de la saison.
Un trophée au nom de Twyman-Stokes Teammate of the Year Award, récompense le « coéquipier idéal » qui illustre « un jeu altruiste, un leadership sur et en dehors du terrain, un mentor et un modèle pour d'autres joueurs et l’implication et le dévouement pour son équipe. Cette récompense porte le nom de Twyman et de Stokes, qui ont joué ensemble aux Royals de Rochester/Cincinnati de 1955 à 1958, tous deux issus de cette draft.

## Draft
| ^ | Signale un joueur qui a été intronisé au Basketball Hall of Fame                                                                |
| * | Signale un joueur qui a été sélectionné pour au moins un match annuel NBA All-Star Game et une récompense annuelle All-NBA Team |
| + | Signale un joueur qui a été sélectionné pour au moins un match annuel NBA All-Star Game                                         |
| R | Signale le joueur qui a remporté le titre de NBA Rookie of the Year                                                             |

### Territorial pick
| Rang | Joueur         | Nationalité | Équipe NBA               | Université |
| ---- | -------------- | ----------- | ------------------------ | ---------- |
| TP   | Dick Garmaker* | États-Unis  | Lakers de Minneapolis    | Minnesota  |
| TP   | Tom Gola^      | États-Unis  | Warriors de Philadelphie | La Salle   |

### Premier tour
| Rang | Joueur            | Nationalité | Équipe NBA            | Université  |
| ---- | ----------------- | ----------- | --------------------- | ----------- |
| 1    | Dick Ricketts     | États-Unis  | Hawks de Milwaukee    | Duquesne    |
| 2    | Maurice Stokes^ R | États-Unis  | Royals de Rochester   | St. Francis |
| 3    | Jim Loscutoff     | États-Unis  | Celtics de Boston     | Oregon      |
| 4    | Ken Sears+        | États-Unis  | Knicks de New York    | Santa Clara |
| 5    | Ed Conlin         | États-Unis  | Nationals de Syracuse | Fordham     |
| 6    | John Horan        | États-Unis  | Pistons de Fort Wayne | Dayton      |

### Deuxième tour
| Rang | Joueur        | Nationalité | Équipe NBA               | Université        |
| ---- | ------------- | ----------- | ------------------------ | ----------------- |
| 7    | Jack Stephens | États-Unis  | Hawks de Milwaukee       | Notre Dame        |
| 8    | Jack Twyman^  | États-Unis  | Royals de Rochester      | Cincinnati        |
| 9    | Walter Devlin | États-Unis  | Warriors de Philadelphie | George Washington |
| 10   | Dick Hemric   | États-Unis  | Celtics de Boston        | Wake Forest       |
| 11   | Jerry Mullen  | États-Unis  | Knicks de New York       | San Francisco     |
| 12   | Chuck Mencel  | États-Unis  | Lakers de Minneapolis    | Minnesota         |
| 13   | Jesse Arnelle | États-Unis  | Pistons de Fort Wayne    | Penn State        |
| 14   | Don Schlundt  | États-Unis  | Nationals de Syracuse    | Indiana           |

### Joueur notable drafté plus bas
| Tour | Rang | Joueur       | Équipe NBA            | Université    |
| ---- | ---- | ------------ | --------------------- | ------------- |
| 10   | 76   | K. C. Jones^ | Lakers de Minneapolis | San Francisco |